# Comté de Cleburne (Alabama)
Pour les articles homonymes, voir Comté de Cleburne.
Le comté de Cleburne est un comté des États-Unis, situé dans l'État de l'Alabama.

## Histoire
Le comté a été fondé le 6 décembre 1866, et a été nommé en l'honneur de Patrick Cleburne.

## Géographie
Lors du recensement de 2000, le comté avait une superficie totale de 1 453,0 km2, dont 1 450,9 km2 de terre (99,86 %) et 2,1 km2 d'eau (0,14 %).

### Principales autoroutes
- Interstate 20
- U.S. Route 78
- U.S. Route 431

## Démographie
| 1870  | 1880   | 1890   | 1900   | 1910   | 1920   |
| ----- | ------ | ------ | ------ | ------ | ------ |
| 8 017 | 10 976 | 13 218 | 13 206 | 13 385 | 13 360 |

| 1930   | 1940   | 1950   | 1960   | 1970   | 1980   |
| ------ | ------ | ------ | ------ | ------ | ------ |
| 12 877 | 13 629 | 11 904 | 10 911 | 10 996 | 12 595 |

| 1990   | 2000   | 2010   | - | - | - |
| ------ | ------ | ------ | - | - | - |
| 12 730 | 14 123 | 14 972 | - | - | - |